# Uż (dopływ Laborca)
Uż (ukr. Уж, Uż, słow. Uh, węg. Ung) – rzeka w dorzeczu Dunaju, przepływająca przez Ukrainę i Słowację. Długość – 126,5 km, z tego 105,3 km na Ukrainie, 21,3 km na Słowacji. Powierzchnia zlewni Użu wynosi 2 643,6 km², z tego 61% na Ukrainie, 39% na Słowacji. We wsi Pinkovce na granicy ukraińsko-słowackiej średni przepływ Użu wynosi 32,3 m³/s. 
Źródła Użu znajdują się na wysokości 850 m n.p.m. w grzbiecie Hrebeň, należącym do Beskidów Połonińskich, tuż pod Przełęczą Użocką (niedaleko źródeł Sanu, tyle tylko, że po przeciwnej stronie europejskiego kontynentalnego działu wodnego). Początkowo, jeszcze jako potok, płynie na zachód. Kilka kilometrów na północ od miasta Wielkie Berezne zmienia kierunek na południowy i od tego miejsca płynie mniej więcej równolegle do granicy ukraińsko-słowackiej. Przepływa przez miasta Pereczyn i Użhorod, po czym skręca na zachód i przecina granicę ze Słowacją, wpływając na obszar Niziny Wschodniosłowackiej. Na obszarze Słowacji, koło miasta Drahňov w powiecie Michalovce wpada do rzeki Laborec, a ta do Ondawy, która później z Latoricą tworzy Bodrog – dopływ Cisy. 

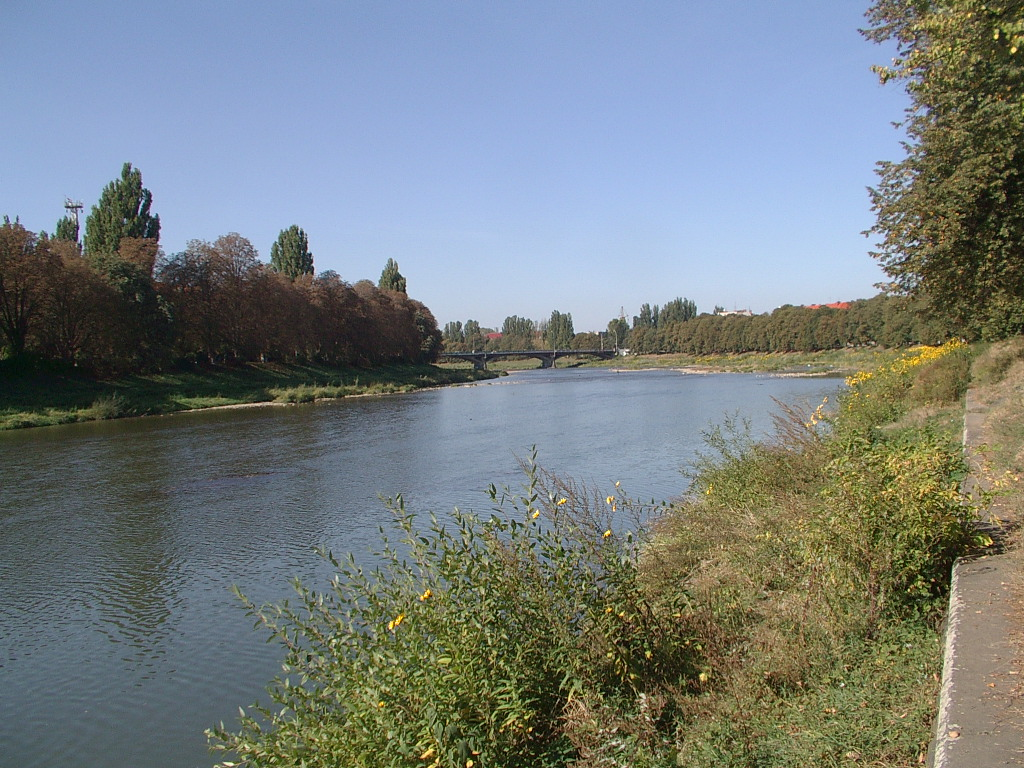
Most na Użu w Użhorodzie

W górnym biegu, aż do okolic Użhorodu, Uż płynie niezwykle malowniczą, wąską doliną między Wyhorlatem (masyw Poprzecznego) a masywem Makowicy, tworząc kilka przełomów. Od krętego biegu tej rzeki na tym odcinku pochodzi jej słowiańska nazwa už – „wąż”. Dolina Użu jest wykorzystywana jako szlak komunikacyjny o znaczeniu krajowym, łączący Zakarpacie z północą Ukrainy – biegnie nią droga i zelektryfikowana linia kolejowa. Na tym odcinku Uż przyjmuje liczne dopływy w postaci górskich potoków i niewielkich rzek, z których największe to Luta i Turia. W dolnym biegu Uż przyjmuje liczne drobne dopływy z Wyhorlatu. Jedyny większy dopływ – Čierną vodę (wraz z Okną) – Uż przyjmuje już na terenie Słowacji, tuż przed ujściem do Laborca. 
Rzeka nie jest użytkowana gospodarczo. W dolnym biegu jest zanieczyszczona ściekami komunalnymi.